# Forest City (Floride)
Pour les articles homonymes, voir Forest City.
Forest City est une census-designated place du comté de Seminole, dans l'État de Floride, aux États-Unis,. En 2020, elle compte une population de 14 623 habitants.